# Viitasaari (ö i Kajanaland)
Viitasaari är en ö i Finland. Den ligger i sjön Jämäsjärvi och i kommunen Kuhmo i den ekonomiska regionen  Kehys-Kainuu  och landskapet Kajanaland, i den centrala delen av landet, 500 km nordost om huvudstaden Helsingfors. Öns area är 2,6 hektar och dess största längd är 210 meter i sydöst-nordvästlig riktning.